# Miguel Novillo Astrada
Miguel Novillo Astrada (* 10. Februar 1974 in Buenos Aires) ist ein argentinischer Profi-Polospieler mit Handicap 10 und gehört zu den besten Spielern der Welt.

## Leben
Miguel „Miki“ Novillo Astrada bildet zusammen mit seinen Brüdern Eduardo, Javier und Ignacio das Team La Aguada. 
Seine Karriere als Polospieler begann, als er 1987 den Copa Potrillo gewann. Es folgten zahlreiche weitere Siege in Argentinien, u. a. der Copa República. 1994 gewann er das Jugendturnier der Argentine Open. Seit 1998 spielt er auch erfolgreich in den USA, wo er u. a. den Whitney Cup und die US Open gewann. 
Sein größter sportlicher Erfolg war der Gewinn der Triple Corona 2003 (Gewinn der Tortugas Open, Hurlingham Open und Argentine Open in einem Jahr). Insgesamt hat er bisher 13-mal bei den Argentine Open gespielt. Zuletzt gewann er 2008 die Hurlingham Open. 
Außer für La Aguada spielt(e) er für Crab Orchard, Las Monjitas, La Cañada und andere Teams. Er spielt in Argentinien, England und den USA. 
Er lebt in Pilar, Provinz Buenos Aires, und ist verheiratet mit Marina Costantini.